# بيتي دودسون
بيتي دودسون (بالإنجليزية: Betty Dodson)‏ هي كاتِبة أمريكية، ولدت في 24 أغسطس 1929 في ويتشيتا في الولايات المتحدة.

## وصلات خارجية
- بيتي دودسون على موقع IMDb (الإنجليزية)
- بيتي دودسون على موقع إن إن دي بي (الإنجليزية)
- بيتي دودسون على موقع قاعدة بيانات الفيلم (الإنجليزية)